# Bora Bora (film fra 2011)
 For alternative betydninger, se Bora Bora (flertydig). (Se også artikler, som begynder med Bora Bora)
Bora Bora er en dansk ungdomsfilm fra 2011, skrevet og instrueret af Hans Fabian Wullenweber.

## Medvirkende
- Sarah-Sofie Boussnina som Mia (hovedrollen)
- Janus Dissing Rathke som Zack
- Mette Gregersen som Silja
- Adnan Al-Adhami som Azim
- Iben Dorner som Birthe
- Jimmy Jørgensen som Simon
- Pilou Asbæk som Jim
- Christian Grønvall som Betjent
- Malene Nielsen som Shopper / dancer
- Thomas Chaanhing som Husejer

## Ekstern henvisning
- Bora Bora på Internet Movie Database (engelsk)
- Bora Bora på Filmdatabasen
- Bora Bora på danskefilm.dk
- Bora Bora på danskfilmogtv.dk
- Bora Bora på Scope
- Bora Bora på AllMovie (engelsk)
- Bora Bora på Turner Classic Movies (engelsk)
- Bora Bora på The Movie Database (engelsk)